# Ильюцэ, Ана
Ана Ильюцэ (рум. Ana Iliuță; род. 10 января 1958, неизвестно) — румынская гребчиха, выступавшая за сборную Румынии по академической гребле в начале 1980-х годов. Бронзовая призёрка летних Олимпийских игр в Москве, победительница и призёрка регат национального значения.

## Биография
Ана Ильюцэ родилась 10 января 1958 года.
Наибольшего успеха в своей спортивной карьере добилась в сезоне 1980 года, когда вошла в основной состав румынской национальной сборной и благодаря череде удачных выступлений удостоилась права защищать честь страны на летних Олимпийских играх в Москве. В составе экипажа, куда также вошли гребчихи Анджелика Апостяну, Марлена Предеску-Загони, Родика Фрынту, Флорика Букур, Родика Пушкату, Елена Бондар, Мария Константинеску и рулевая Елена Добрицою, показала третий результат в программе распашных рулевых восьмёрок, пропустив вперёд экипажи из Восточной Германии и Советского Союза, пришедшие к финишу первым и вторым соответственно — тем самым завоевала бронзовую олимпийскую медаль. При всём при том, на этих Играх из-за политического бойкота отсутствовали некоторые сильные представители западных стран, как то США, Канада, Нидерланды, и в связи с этим общая конкуренция была меньшей.
После московской Олимпиады Ильюцэ больше не показывала сколько-нибудь значимых результатов в академической гребле на международной арене.